# くずパチ
「もぐら×岡野の『くずパチ』」（もぐら おかの の くずぱち）は、鈴木もぐら（空気階段）と岡野陽一によるパチンコ・パチスロ実践番組であり、YouTubeチャンネル・「パチンコ・スロット ガーデンチャンネル」内で毎週土曜日に配信されている。呼称は「くずパチ」。

## 概要
埼玉県を拠点とするパチンコ・パチスロ店の運営会社である遊楽（ガーデン・グループ）がテレビ埼玉にて放送しているパチンコ・パチスロ番組『新!王庭伝説』のスピンオフ配信コンテンツとしてスタート。開始時点では岡野が前年となる2020年11月期のレギュラーという関係性であったが、番組の好評を受け岡野は2021年4月より本編にレギュラー復帰している。
毎回、実践開始時に軍資金をもらい、好きな機種を横並びでノリ打ちする。
基本的にすぐ軍資金を使い果たしてしまうのが恒例の流れである。新たな軍資金を借りるために、2人がスタッフに土下座をするシーンもファンの中で密かに人気を集めている。
謎の優しいおじさん・通称優おじ（やさおじ）に頼み込んで追加の軍資金を手に入れ、もぐらの給料から天引きしている。岡野が自分の財布から自腹で追加投資するケースもある。
9月28日は、「くずパチ(928)の日」として日本記念日協会に登録されている。
2023年9月28日〜12月7日（木）毎週木曜25:35～26:05の全11回にて、配信しているものを、MXTVにてそのまま放送する。

## 出演者
- 鈴木もぐら（空気階段）
- 岡野陽一
- 優おじ（番組内でのみ出演、京楽吉本係長）
- 黒幕（くずパチ立ち上げの立役者）
- トマシン（カメラマン①）
- まっしゅ（カメラマン②）

## 配信リスト
※本チャンネル「再生リスト」を参照。
| 回数   | 放送日         | タイトル                                                                                               | 機種                                                                           | 収録店舗                   |
| ------ | -------------- | --- | ------------------------------------------------------------------------------ | -------------------------- |
| 0      | 2021年3月9日   | 【予告】新番組スタート!!もぐら×岡野のくずパチ                                                          |                                                                                | —                          |
| 1      | 2021年3月27日  | 【くずパチ 第1話】新番組スタート!!銀河系最強くず芸人2人によるノリ打ち番組!!                            | スーパーリノMAX                                                                | 新!ガーデン八潮            |
| 2      | 2021年4月3日   | 【くずパチ 第2話】芸人人生をかけた運命の3択!?3択を制することはできるのか!?                             | スーパーリノMAX                                                                | 新!ガーデン八潮            |
| 3      | 2021年4月10日  | 【くずパチ 第3話】現行最速機種で目指せ20万発!!                                                         | P大工の源さん 超韋駄天                                                         | 新!ガーデン八潮            |
| 4      | 2021年4月17日  | 【くずパチ 第4話】超源RUSH祭り!?                                                                       | P大工の源さん 超韋駄天                                                         | 新!ガーデン八潮            |
| 5      | 2021年5月1日   | 【くずパチ 第5話】ザ・マミィ酒井参戦！！                                                               | Pフィーバーゴルゴ13 疾風ver.                                                   | 新!ガーデン八潮            |
| 6      | 2021年5月8日   | 【くずパチ 第6話】確変期待出玉10000発超えの台と勝負!!                                                  | ぱちんこ GANTZ極                                                               | 新!ガーデン八潮            |
| 7      | 2021年5月15日  | 【くずパチ 第7話】極VSくず2人の結果は!?                                                                | ぱちんこ GANTZ極                                                               | 新!ガーデン八潮            |
| 8      | 2021年5月22日  | 【くずパチ 第8話】ウルトラシリーズ新境地!!                                                             | ぱちんこウルトラマンタロウ2                                                    | 新!ガーデン八潮            |
| 9      | 2021年5月29日  | 【くずパチ 第9話】脳汁注意報!!ぶっ壊れる二人                                                           | ぱちんこウルトラマンタロウ2                                                    | 新!ガーデン八潮            |
| 10     | 2021年6月5日   | 【くずパチ 第10話】凶暴な海!? オカルト全開の実践                                                       | Pギンギラパラダイス 夢幻カーニバル 319ver.                                     | 新!ガーデン八潮            |
| 11     | 2021年6月12日  | 【くずパチ 第11話】ギンパラ実践!! あの人物から借金…!?                                                  | Pギンギラパラダイス 夢幻カーニバル 319ver.                                     | 新!ガーデン八潮            |
| 12     | 2021年6月19日  | 【くずパチ 第12話】もぐらが泥棒!?裏モノ疑惑のオズワン実践!!                                            | OZ-1                                                                           | 新!ガーデン八潮            |
| 13     | 2021年6月26日  | 【くずパチ 第13話】ゴト行為が遂に発覚!?これぞ無双!?                                                    | OZ-1 ぱちんこCR真・北斗無双                                                    | 新!ガーデン八潮            |
| 14     | 2021年7月3日   | 【くずパチ 第14話】13時間実践ラスト!!リノに革命が起きる‼︎                                               | ぱちんこCR真・北斗無双 スーパーリノMAX                                         | 新!ガーデン八潮            |
| 15     | 2021年7月10日  | 【くずパチ 第15話】魚をさばく!茶騎士から黄金騎士へ!!                                                   | P牙狼 月虹ノ旅人                                                               | 新!ガーデン八潮            |
| 16     | 2021年7月17日  | 【くずパチ 第16話】目覚めよ渡辺先生!!俺たちが茶騎士だ!!                                                | P牙狼 月虹ノ旅人                                                               | 新!ガーデン八潮            |
| 17     | 2021年7月24日  | 【くずパチ 第17話】結局…最後に行きつくのはリノ!!                                                       | P牙狼 月虹ノ旅人 CR真・花の慶次2 漆黒の衝撃 スーパーリノMAX\|\|新!ガーデン八潮 |                            |
| 18     | 2021年7月31日  | 【くずパチ 第18話】もぐら、ついにやらかす！原因はJR！？                                                | P天龍∞2                                                                        | 新!ガーデン西浦和          |
| 19     | 2021年8月7日   | 【くずパチ 第19話】くず×3段クルーン＝阿鼻叫喚                                                          | P天龍∞2                                                                        | 新!ガーデン西浦和          |
| 20     | 2021年8月14日  | 【くずパチ 第20話】番組史上最大の喧嘩勃発!?                                                            | P宇宙戦艦ヤマト2202 愛の戦士たち                                               | 新!ガーデン八潮            |
| 21     | 2021年8月21日  | 【くずパチ 第21話】張り付き行為。ダメ。ゼッタイ。                                                      | P宇宙戦艦ヤマト2202 愛の戦士たち                                               | 新!ガーデン八潮            |
| 22     | 2021年8月28日  | 【くずパチ 第22話】最近不調のもぐら…怒りの矛先が…                                                      | Pフィーバー 機動戦士ガンダムユニコーン                                         | 新!ガーデン八潮            |
| 23     | 2021年9月4日   | 【くずパチ 第23話】新アイテム登場!!もぐらの右は出る!?                                                  | Pフィーバー 機動戦士ガンダムユニコーン                                         | 新!ガーデン八潮            |
| 24     | 2021年9月11日  | 【くずパチ 第24話】今回は…サメトーーーーク！                                                           | Pスーパー海物語 IN 沖縄5                                                       | 新!ガーデン八潮            |
| 25     | 2021年9月18日  | 【くずパチ 第25話】今日の海は水質がよろしくないようで…                                                 | Pスーパー海物語 IN 沖縄5                                                       | 新!ガーデン八潮            |
| 26     | 2021年9月25日  | 【くずパチ 第26話】新キャラ”もぐ美ちゃん”登場!?                                                        | チバリヨ-30                                                                    | 新!ガーデン八潮            |
| 27     | 2021年10月2日  | 【くずパチ 第27話】くずの脳内に鳴り響くパトランプ                                                      | チバリヨ-30                                                                    | 新!ガーデン八潮            |
| 28     | 2021年10月9日  | 【くずパチ 第28話】空気階段キングオブコント優勝おめでとう!!そして緊急記者会見…!!                       | P大工の源さん 超韋駄天                                                         | 新!ガーデン八潮            |
| 29     | 2021年10月16日 | 【くずパチ 第29話】新技!「ケーキ打法!!」                                                               | P大工の源さん 超韋駄天                                                         | 新!ガーデン八潮            |
| 30     | 2021年10月23日 | 【くずパチ 第30話】リーチ目を楽しむ回となっております…笑                                               | ハナビ ぱちんこCR真・北斗無双                                                  | 新!ガーデン西浦和          |
| 31     | 2021年10月30日 | 【くずパチ 第31話】もぐ美の素性が明らかに!?                                                            | ぱちんこCR真・北斗無双 P牙狼 月虹ノ旅人                                        | 新!ガーデン西浦和          |
| 32     | 2021年11月6日  | 【くずパチ 第32話】笑いあり渡辺さんありの感動のラスト                                                  | P牙狼 月虹ノ旅人                                                               | 新!ガーデン西浦和          |
| 33     | 2021年11月13日 | 【くずパチ 第33話】KOCチャンピオン・堂々の初収録回!!                                                   | Pフィーバーマクロスフロンティア4                                               | 新!ガーデン八潮            |
| 34     | 2021年11月20日 | 【くずパチ 第34話】岡野一押し！最強の汁台！                                                            | Pフィーバーマクロスフロンティア4                                               | 新!ガーデン八潮            |
| 35     | 2021年11月27日 | 【くずパチ 第35話】声も枯れる脳汁展開!!                                                                | Pフィーバーマクロスフロンティア4                                               | 新!ガーデン八潮            |
| 36     | 2021年12月4日  | 【くずパチ 第36話】もぐら流!ガンダムユニコーンカスタム術!!                                             | Pフィーバー 機動戦士ガンダムユニコーン                                         | 新!ガーデン八潮            |
| 37     | 2021年12月11日 | 【くずパチ 第37話】ついにレバブル界にも革命を起こす！！                                                | Pフィーバー 機動戦士ガンダムユニコーン                                         | 新!ガーデン八潮            |
| 38     | 2021年12月18日 | 【くずパチ 第38話】またしても圧倒的問題作の予感⁉︎                                                       | Pワイルドロデオ6750だぜぇ Pトキオブラック4500                                  | 新!ガーデン西浦和          |
| 39     | 2021年12月25日 | 【くずパチ 第39話】くず界にワールドレコード爆誕!!                                                      | Pワイルドロデオ6750だぜぇ Pトキオブラック4500                                  | 新!ガーデン西浦和          |
| 40     | 2022年1月1日   | 【くずパチ 第40話】新年一発目!大キモ回!!!                                                              | ぱちんこ 乃木坂46                                                              | 新!ガーデン八潮            |
| 41     | 2022年1月8日   | 【くずパチ 第41話】実践動画史上一番のハプニングが…                                                     | Pギンギラパラダイス 夢幻カーニバル 319ver.                                     | 新!ガーデン八潮            |
| 42     | 2022年1月15日  | 【くずパチ 第42話】くずが愛する神台！ダンバイン！                                                      | ぱちんこCR聖戦士ダンバイン                                                     | ガーデン北戸田             |
| 43     | 2022年1月22日  | 【くずパチ 第43話】メタモル様本領発揮の圧倒的神回！                                                    | ぱちんこCR聖戦士ダンバイン                                                     | ガーデン北戸田             |
| 44     | 2022年2月5日   | 【くずパチ 第44話】王道！ジャグラー実践！！                                                            | ファンキージャグラー                                                           | 新!ガーデン西浦和          |
| 45     | 2022年2月12日  | 【くずパチ 第45話】ジャグラー後半戦！生命の神秘に迫る！？                                              | ファンキージャグラー                                                           | 新!ガーデン西浦和          |
| 46     | 2022年2月19日  | 【くずパチ 第46話】収束元年の最新エヴァ13時間実践!!                                                    | 新世紀エヴァンゲリオン〜未来への咆哮〜                                         | 新!ガーデン西浦和          |
| 47     | 2022年2月26日  | 【くずパチ 第47話】ナメちゃダメだ…またしても負の記録更新。                                             | 新世紀エヴァンゲリオン〜未来への咆哮〜                                         | 新!ガーデン西浦和          |
| 48     | 2022年3月5日   | 【くずパチ 第48話】エヴァ実践完結編。世界初・最終人間の誕生                                            | 新世紀エヴァンゲリオン〜未来への咆哮〜                                         | 新!ガーデン西浦和          |
| 49     | 2022年3月12日  | 【くずパチ 第49話】5号機お別れ会…最後の〇〇実践!!                                                      | スーパーリノMAX リノ                                                           | ガーデン北戸田             |
| 50     | 2022年3月19日  | 【くずパチ 第50話】無敵の暗闇打法!!                                                                    | スーパーリノMAX リノ                                                           | ガーデン北戸田             |
| 51     | 2022年3月26日  | 【くずパチ 第51話】出玉重視回！くず、傾いて候！                                                        | P真・花の慶次3                                                                 | 新!ガーデン八潮            |
| 52     | 2022年4月2日   | 【くずパチ 第52話】続?出玉回。もぐらの勢いはさらに加速!!                                               | P真・花の慶次3                                                                 | 新!ガーデン八潮            |
| 53     | 2022年4月9日   | 【くずパチ 第53話】牙狼ギガゴーストで渡辺さんをめぐる大喧嘩!?                                          | P真・花の慶次3 P牙狼 月虹ノ旅人絆 GIGA GHOST Ver.                              | 新!ガーデン八潮            |
| 54     | 2022年4月16日  | 【くずパチ 第54話】くず初めてのコラボ回！[KYORAKU]                                                     | ぱちんこ キン肉マン3 キン肉星王位争奪編 火事場ゴールド                         | 新!ガーデン八潮            |
| 55     | 2022年4月23日  | 【くずパチ 第55話】チョコプラ長田参戦！化学反応で汁が出まくり！？[KYORAKU]                             | ぱちんこ キン肉マン3 キン肉星王位争奪編 火事場ゴールド                         | 新!ガーデン八潮            |
| 56     | 2022年4月30日  | 【くずパチ 第56話】もぐら欠席…予想外のゲストが続々登場！？                                             | P大工の源さん 超韋駄天 P大工の源さん 超韋駄天 BLACK                            | ガーデン北戸田             |
| 57     | 2022年5月7日   | 【くずパチ 第57話】『岡野の左』の効果は果たして・・・！？                                              | P大工の源さん 超韋駄天 BLACK                                                   | ガーデン北戸田             |
| 58     | 2022年5月14日  | 【くずパチ 第58話】恐怖！リゼロの潜り打法！？                                                          | P Re:ゼロから始める異世界生活 鬼がかりver.                                     | 新!ガーデン八潮            |
| 59     | 2022年5月21日  | 【くずパチ 第59話】キモがかったやり方で、死に戻り！                                                    | P Re:ゼロから始める異世界生活 鬼がかりver.                                     | 新!ガーデン八潮            |
| 60     | 2022年5月28日  | 【くずパチ 第60話】源さんでの不敗神話は継続なるか！？そしてくず魔術の威力・・・                        | P大工の源さん 超韋駄天 BLACK                                                   | 新!ガーデン八潮            |
| 61     | 2022年6月4日   | 【くずパチ 第61話】暴露をかけたRUSH突入！？そして番組最高出玉回！！                                    | P大工の源さん 超韋駄天 BLACK                                                   | 新!ガーデン八潮            |
| 62     | 2022年6月11日  | 【くずパチ 第62話】海算が教えてくれたパチンコの原点!                                                   | Pギンギラパラダイス 夢幻カーニバル 319ver.                                     | ガーデン北戸田             |
| 63     | 2022年6月18日  | 【くずパチ 第63話】天国への道は波乱の予感…!?                                                           | P元祖ギンギラパラダイス                                                        | 新!ガーデン八潮            |
| 64     | 2022年6月25日  | 【くずパチ 第64話】ライトミドルの恐怖!?海シリーズ自粛のお知らせ                                        | P元祖ギンギラパラダイス                                                        | 新!ガーデン八潮            |
| 65     | 2022年7月2日   | 【くずパチ 第65話】新世紀エヴァンゲリオン～くずの咆哮～                                                | 新世紀エヴァンゲリオン〜未来への咆哮〜                                         | 新!ガーデン八潮            |
| 66     | 2022年7月9日   | 【くずパチ 第66話】出禁覚悟!?ロンギヌスくずの“槍打法”爆誕！                                            | 新世紀エヴァンゲリオン〜未来への咆哮〜                                         | 新!ガーデン八潮            |
| 67     | 2022年7月16日  | 【くずパチ 特別編】夢の対決実現！くず vs 黒幕＆優おじ                                                  | Pフィーバー 機動戦士ガンダムユニコーン                                         | ミュー川口芝店             |
| 68     | 2022年7月30日  | 【くずパチ 第68話】汁台認定！ファフナーで13時間Vチャレンジ！                                           | Pフィーバー蒼穹のファフナー3 EXODUS 超蒼穹3800ver.                             | 新!ガーデン西浦和          |
| 69     | 2022年8月6日   | 【くずパチ 第69話】例のアノ人の登場で謝罪！？そしてVチャレンジ成功なるか・・・？                       | Pフィーバー蒼穹のファフナー3 EXODUS 超蒼穹3800ver.                             | 新!ガーデン西浦和          |
| 70     | 2022年8月13日  | 【くずパチ 第70話】22:20の奇跡！もぐら決死のVチャレンジに全米が感動・・・                              | Pフィーバー蒼穹のファフナー3 EXODUS 超蒼穹3800ver.                             | 新!ガーデン西浦和          |
| 71     | 2022年8月20日  | 【くずパチ 第71話】今度は岡野…！？ピンチヒッター鬼越・金ちゃんと鬼狩り！                               | P Re:ゼロから始める異世界生活 鬼がかりver.                                     | 新!ガーデン八潮            |
| 72     | 2022年8月27日  | 【くずパチ 第72話】ゲスト回初勝利なるか!?鬼越金ちゃんが奮闘!                                           | P Re:ゼロから始める異世界生活 鬼がかりver.                                     | 新!ガーデン八潮            |
| 73     | 2022年9月3日   | 【くずパチ 第73話】単発の時代は終了！超旋風RUSHで脳汁が止まらない！                                    | Pスーパー海物語 IN 沖縄5 夜桜超旋風                                            | 新!ガーデン北与野          |
| 74     | 2022年9月10日  | 【くずパチ 第74話】大当り共存不可？4か月ぶりのプラスでくず歓喜！                                       | Pスーパー海物語 IN 沖縄5 夜桜超旋風                                            | 新!ガーデン北与野          |
| 特別編 | 2022年9月17日  | 【くずパチ 特別編】異色のコラボ!YouTuberとくずの舞チャンス!?                                           | Pフィーバーマクロスフロンティア4                                               | 新!ガーデン八潮            |
| 75     | 2022年9月24日  | 【くずパチ 第75話】天国or地獄?キングオブコントファイナリストの強運見せます!                            | 沖ドキ！DUO-30                                                                 | 新!ガーデン北与野          |
| 76     | 2022年10月1日  | 【くずパチ 第76話】これぞくずドキ！奮闘の末、まさかの結果に！？                                        | 沖ドキ！DUO-30                                                                 | 新!ガーデン北与野          |
| 77     | 2022年10月8日  | 【くずパチ 第77話】超最光スペック実践in名古屋！衝撃の展開から始まるくず3部作！                         | ぱちんこ ウルトラマンティガ 1500×84                                            | サンシャインKYORAKU 栄     |
| 78     | 2022年10月15日 | 【くずパチ 第78話】汁のスピード最光速!!くず発言から最高潮へ!                                           | ぱちんこ ウルトラマンティガ 1500×84                                            | サンシャインKYORAKU 栄     |
| 79     | 2022年10月22日 | 【くずパチ 第79話】名古屋・完結編！本場の沖スロで大健闘！！？                                          | ぱちんこ ウルトラマンティガ 1500×84 ハナハナホウオウ～天翔～‐30                | サンシャインKYORAKU 栄     |
| 80     | 2022年10月29日 | 【くずパチ 第80話】初のパチンコぶらり企画！『知らない台』でも楽しめます！                              | Pリング 呪いの7日間2                                                           | ガーデン北戸田             |
| 81     | 2022年11月5日  | 【くずパチ 第81話】知らない台は「●●●●」必須！？13時間はまさかの結末に…                                 | Pリング 呪いの7日間2 スナイパイ71 Pフィーバー革命機ヴァルヴレイヴ2             | ガーデン北戸田             |
| 82     | 2022年11月12日 | 【くずパチ 第82話】プレミア演出からの開幕?パチンコ星人達によるGANTZ攻略!                               | ぱちんこ GANTZ:3 LAST BATTLE                                                   | 新!ガーデン八潮            |
| 83     | 2022年11月19日 | 【くずパチ 第83話】くず星人達の饗宴!!大当たり多発の果てに待ち受けるのは…                               | ぱちんこ GANTZ:3 LAST BATTLE                                                   | 新!ガーデン八潮            |
| 84     | 2022年11月26日 | 【くずパチ 第84話】閉店間際の最後の闘い!!感動の結末は…!?                                               | ぱちんこ GANTZ:3 LAST BATTLE                                                   | 新!ガーデン八潮            |
| 85     | 2022年12月3日  | 【くずパチ 第85話】因縁のMJ店舗を調査!1年越しの初当りを掴めるか!?                                      | Pトキオブラック4500 Pyes!高須クリニック～超整形BLACK                           | ガーデン上板橋             |
| 86     | 2022年12月10日 | 【くずパチ 第86話】高須ゲリオン発進！？岡野陽一くんは適合者となれるのか？                              | Pトキオブラック4500 Pyes!高須クリニック～超整形BLACK Pうまい棒4500〜10500      | ガーデン上板橋             |
| 87     | 2022年12月17日 | 【くずパチ 第87話】有罪？無罪？被告人MJからまさかの告白…                                               | Pトキオブラック4500 Pうまい棒4500〜10500 Pすしざんまい極上5700                 | ガーデン上板橋             |
| 88     | 2022年12月24日 | 【くずパチ 第88話】今年最後の土下座スタート、予想外のぶった切り！                                      | S犬夜叉                                                                        | 新!ガーデン北与野          |
| 89     | 2022年12月31日 | 【くずパチ 第89話】何だこれ？！めっちゃ面白いな！犬夜叉からの犬夜叉はしご                              | S犬夜叉 P犬夜叉2                                                               | 新!ガーデン北与野          |
| 90     | 2023年1月1日   | 【くずパチ 第90話】これを見た人は最高の年になります！2023年もよろしくお願いします。                    | P犬夜叉2                                                                       | 新!ガーデン北与野          |
| 91     | 2023年1月7日   | 【くずパチ 第91話】ついにくずパチスマスロ実践！1発目はこれでしょ！                                     | Lスマスロリノヘブン                                                            | 新!ガーデン八潮            |
| 92     | 2023年1月14日  | 【くずパチ 第92話】1/7000の奇跡！リノは取れ高大量収穫！？衝撃の結果はいかに...                         | Lスマスロリノヘブン                                                            | 新!ガーデン八潮            |
| 93     | 2023年1月21日  | 【くずパチ 第93話】これぞスロットの汁製造マシーン?!念願のヴヴヴ実践!!                                  | L革命機ヴァルヴレイヴ                                                          | 新!ガーデン春日部          |
| 94     | 2023年1月28日  | 【くずパチ 第94話】ニンゲンヤメマシタ。大量脳汁製造マシーンにやみつき。                                | L革命機ヴァルヴレイヴ                                                          | 新!ガーデン春日部          |
| 95     | 2023年2月4日   | 【くずパチ 第95話】ニンゲンヤメたクズのギャクシュウ！勝負の行方は…!?                                   | L革命機ヴァルヴレイヴ                                                          | 新!ガーデン春日部          |
| 96     | 2023年2月11日  | 【くずパチ 第96話】日本最南端でめんそ～れ！ご褒美企画ついに実現！                                      | Pビッグドリーム3                                                               | ジャンボおもろ             |
| 97     | 2023年2月18日  | 【くずパチ 第97話】ついにお宝Get！掴めくずドリーム！巨大シーサー登場？！                               | Pビッグドリーム3                                                               | ジャンボおもろ             |
| 98     | 2023年2月25日  | 【くずパチ 第98話】念願のお宝発見！沖縄実践締めはやっぱりこれ！                                        | Pビッグドリーム3                                                               | ジャンボおもろ             |
| 99     | 2023年3月4日   | 【くずパチ 第99話】実践前に皆様にご報告がございます。                                                  | P牙狼GOLD IMPACT                                                               | メガガーデン所沢           |
| 100    | 2023年3月11日  | 【くずパチ 第100話】皆様に支えられついに100回！記念すべき収録で黄金騎士になれるのか！？                | P牙狼GOLD IMPACT                                                               | メガガーデン所沢           |
| 101    | 2023年3月18日  | 【くずパチ 第101話】半年ぶりに禁断の海シリーズ実践！今回はもぐらも一味違う！？                         | P大海物語5                                                                     | 新!ガーデン八潮            |
| 102    | 2023年3月25日  | 【くずパチ 第102話】面白すぎて、神(🦀)動画!?泡漁業に虜です！                                           | P大海物語5                                                                     | 新!ガーデン八潮            |
| 103    | 2023年4月1日   | 【くずパチ 第103話】拝啓京楽様、今までごめんなさい、この為だったのですね。                             | ぱちんこ アズールレーン THE ANIMATION                                          | 新!ガーデン西浦和          |
| 104    | 2023年4月8日   | 【くずパチ 第104話】京楽様、撮れ高十分でございます。敬具                                               | ぱちんこ アズールレーン THE ANIMATION                                          | 新!ガーデン西浦和          |
| 105    | 2023年4月15日  | 【くずパチ 第105話】衝撃宣言…今回負けたら○○!?因縁の乃木パへリベンジ!                                   | ぱちんこ 乃木坂46 トレジャースペック                                           | 新!ガーデン八潮            |
| 106    | 2023年4月22日  | 【くずパチ 第106話】来たな、キモ回！下心は無しでお送りします                                           | ぱちんこ 乃木坂46 トレジャースペック                                           | 新!ガーデン八潮            |
| 107    | 2023年4月29日  | 【くずパチ 第107話】魅せろ赤色！勝利を呼び込むくず達の咆哮!!                                           | Pゴジラ対エヴァンゲリオン〜G細胞覚醒〜                                         | ガーデン北戸田             |
| 108    | 2023年5月6日   | 【くずパチ 第108話】くず流キャスティング会議＆放送事故レベルの結末へ…                                  | Pゴジラ対エヴァンゲリオン〜G細胞覚醒〜                                         | ガーデン北戸田             |
| 109    | 2023年5月13日  | 【くずパチ 第109話】闘えくず神拳の使い手よ！歴史的展開の幕開け‼‼‼                                      | スマスロ北斗の拳                                                               | 新!ガーデン春日部          |
| 110    | 2023年5月20日  | 【くずパチ 第110話】アイスが導く大量出玉の序曲!!                                                       | スマスロ北斗の拳                                                               | 新!ガーデン春日部          |
| 111    | 2023年5月27日  | 【くずパチ 第111話】行け!万枚!!そして衝撃結末へ…                                                       | スマスロ北斗の拳                                                               | 新!ガーデン春日部          |
| 112    | 2023年6月3日   | 【くずパチ 第112話】初っ端からフルスロットル!さぁ仕置きの時間だ!!                                      | ぱちんこ 新・必殺仕置人S                                                       | スマートガーデン浦和88     |
| 113    | 2023年6月10日  | 【くずパチ 第113話】2人に神の御加護があらんことを…                                                     | ぱちんこ 新・必殺仕置人S                                                       | スマートガーデン浦和88     |
| 114    | 2023年6月17日  | 【くずパチ 第114話】お父さん、久しぶり。元気してた？                                                   | アナザーゴッドハーデス‐解き放たれし槍撃ver.‐                                   | 新!ガーデン西浦和          |
| 115    | 2023年6月24日  | 【くずパチ 115話】LEGEND回！ケーキ教本領発揮！！                                                       | アナザーゴッドハーデス‐解き放たれし槍撃ver.‐                                   | 新!ガーデン西浦和          |
| 116    | 2023年7月1日   | 【くずパチ 第116話】パ学の時間だよ！キモのまね注意。                                                   | ぱちんこ 新・必殺仕置人S ハッピージャグラーV III                               | ガーデン川口北原台         |
| 117    | 2023年7月8日   | 【くずパチ 第117話】大人には絶対負けない！くず代表心の叫び！！                                         | Pフィーバーダンベル何キロ持てる？ P七つの大罪2 P大海物語5                      | ガーデン川口北原台         |
| 118    | 2023年7月15日  | 【くずパチ 第118話】歴代最長実践！神奈川初上陸で喧嘩勃発！？                                           | アズールレーン                                                                 | 新!ガーデン戸塚            |
| 119    | 2023年7月22日  | 【くずパチ 第119話】借りは必ず返す！新オカルト打法登場！効果はあるのか...？〔アズールレーン〕          | アズールレーン                                                                 | 新!ガーデン戸塚            |
| 120    | 2023年7月29日  | 【くずパチ 第120話】逃げるは恥だしくずである。エヴァリベンジ‼〔エヴァ未来への咆哮〕                    | 新世紀エヴァンゲリオン～未来への咆哮～                                         | 新!ガーデン戸塚            |
| 121    | 2023年8月5日   | 【くずパチ 第121話】成功なるか!?自然体打法!!〔スマスロにゃんこ大戦争〕                                 | にゃんこ大戦争                                                                 | 新!ガーデン川口安行        |
| 122    | 2023年8月12日  | 【くずパチ 第122話】にゃんこだけは俺の味方だ...！1/8192降臨⁉〔スマスロにゃんこ大戦争〕                 | にゃんこ大戦争                                                                 | 新!ガーデン川口安行        |
| 123    | 2023年8月19日  | 【くずパチ 第123話】くず芸人の傾奇者!傾くなら傾き通すで候!!                                            | e花の慶次 裂 一刀両断                                                          | 新!ガーデン板橋            |
| 124    | 2023年8月26日  | 【くずパチ 第124話】史上初の珍事件!?この番組はパチンコ番組です。                                       | e花の慶次 裂 一刀両断                                                          | 新!ガーデン板橋            |
| 125    | 2023年9月2日   | 【くずパチ 第125話】We love PACHINKO !!地獄でくずが狂乱！ 〔Pハーデス狂乱〕                            | アナザーゴッドハーデス-狂乱-                                                   |                            |
| 126    | 2023年9月9日   | 【くずパチ 第126話】潜り打法復活！波乱の幕開け！ 〔Pハーデス狂乱〕                                     | アナザーゴッドハーデス-狂乱-                                                   |                            |
| 127    | 2023年9月16日  | 【くずパチ 第127話】脳汁のバーゲンセール!!先頭の贄がポイントです〔貞子3D3〕                            | P 貞子3D3                                                                      |                            |
| 128    | 2023年9月23日  | 【くずパチ 第128話】贄叩きの時間です！汁爆発で万発!!〔貞子3D3〕                                        | P 貞子3D3                                                                      |                            |
| 129    | 2023年9月30日  | 【くずパチ 第129話】波乱必須!!荒れ狂う拳王との13時間バトル開始!!［北斗の拳暴凶星］                     | P北斗の拳 暴凶星                                                               |                            |
| 130    | 2023年10月7日  | 【くずパチ 第130話】エイリやんとの邂逅求め、必殺もぐり打法!!［北斗の拳暴凶星］                         | P北斗の拳 暴凶星                                                               |                            |
| 131    | 2023年10月14日 | 【くずパチ 第131話】最後まで諦めない!!それがくずの生きる道!!［北斗の拳暴凶星］                         | P北斗の拳 暴凶星                                                               |                            |
| 132    | 2023年10月21日 | 【くずパチ 第132話】極上汁!？くず的最高モードをご紹介！［スマパチSAO］                                 | スマートぱちんこ ソードアート・オンライン                                      | 新!ガーデン西浦和          |
| 133    | 2023年10月28日 | 【くずパチ 第133話】Air-Vibへの愛は止まらない！時間がないときほど・・・［スマパチSAO］                 | スマートぱちんこ ソードアート・オンライン                                      | 新!ガーデン西浦和          |
| 134    | 2023年11月4日  | 【くずパチ 第134話】いくら禁止されてもやめられない!!最多禁断海シリーズ！［ギンパラ夢幻カーニバル］     | Pギンギラパラダイス 夢幻カーニバル 319ver.                                     | 新!ガーデン亀戸店          |
| 135    | 2023年11月11日 | 【くずパチ 第135話】目指せ逆魚群！珍事件発生!?［ギンパラ夢幻カーニバル］                               | Pギンギラパラダイス 夢幻カーニバル 319ver.                                     | 新!ガーデン亀戸店          |
| 136    | 2023年11月18日 | 【くずパチ 第136話】収束術で珍しい当たり方を呼び起こす!?                                               | e新海物語349（スマパチ）                                                       |                            |
| 137    | 2023年11月25日 | 【くずパチ 第137話】最後の怒涛の追い込み!そして快挙達成!?                                              | e新海物語349（スマパチ）                                                       |                            |
| 138    | 2023年12月2日  | 【くずパチ 第138話】最恐機種に悲鳴がとまらない！結局一番怖いのは...［リング呪いの7日間］               | Pリング呪いの7日間3                                                            | ガーデン北戸田店           |
| 139    | 2023年12月9日  | 【くずパチ 第139話】2人に危険が!?4連勝をかけた勝負の行方は...［リング呪いの7日間］                     | Pリング呪いの7日間3                                                            | ガーデン北戸田店           |
| 140    | 2023年12月16日 | 【くずパチ 第140話】運命は互いに!ついに荒波機種に挑む!!〔からくりサーカス〕                            | パチスロ からくりサーカス                                                      | メガガーデン所沢スロット館 |
| 141    | 2023年12月23日 | 【くずパチ 第141話】運命連鎖への挑戦!攻略の糸口は自然体!?〔からくりサーカス〕                          | パチスロ からくりサーカス                                                      | メガガーデン所沢スロット館 |
| 142    | 2023年12月30日 | 【くずパチ 第142話】終劇!!自然体を愛する2人のニューヒーロー誕生!?〔からくりサーカス〕                  | パチスロ からくりサーカス                                                      | メガガーデン所沢スロット館 |
| 143    | 2024年1月6日   | 【くずパチ 第143話】新年早々欲のバケモノが襲来しますが、2024年もよろしくお願いいたします。〔リゼロ２〕 | e Re:ゼロから始める異世界生活season2                                           | ガーデン亀戸店             |
| 144    | 2024年1月13日  | 【くずパチ 第144話】あの瞬間に戻りたい！天賦の才を見せつける！！〔リゼロ２〕                           | e Re:ゼロから始める異世界生活season2                                           | ガーデン亀戸店             |
| 145    | 2024年1月20日  | 【くずパチ 第145話】蘇る因縁の抗争!!極源リアルバトル開幕!?〔スマスロ大工の源さん〕                     | L大工の源さん超夢源                                                            | ガーデン川口安行店         |
| 146    | 2024年1月27日  | 【くずパチ 第146話】極上の汁と匂い香るメシウマ回!?〔スマスロ大工の源さん〕                             | L大工の源さん超夢源                                                            | ガーデン川口安行店         |
| 147    | 2024年2月3日   | 【くずパチ 第147話】裏ボタンで強欲に楽しみつくす！〔リゼロ２〕                                         | e Re:ゼロから始める異世界生活season2                                           | ガーデン東大宮             |
| 148    | 2024年2月10日  | 【くずパチ 第148話】ボタン争奪戦勃発！！事件発生の危機⁉︎〔リゼロ２〕                                    | e Re:ゼロから始める異世界生活season2                                           | ガーデン東大宮             |